# Preambule van de Grondwet van de Verenigde Staten
De Preambule van de Grondwet van de Verenigde Staten, die begint met de bekende woorden We the People, is een korte inleidende verklaring van de fundamentele doelen en leidende beginselen van de Grondwet van de Verenigde Staten. Amerikaanse rechtspraak beschouwt de preambule als betrouwbare bewijs van de intenties van de zogenaamde Founding Fathers ten aanzien van de betekenis van de Grondwet en ten aanzien van wat zij hoopten met de Grondwet te bereiken.

## Tekst
"We the People of the United States, in Order to form a more perfect Union, establish Justice, insure domestic Tranquility, provide for the common defence, promote the general Welfare, and secure the Blessings of Liberty to ourselves and our Posterity, do ordain and establish this Constitution for the United States of America."
— Preambule van de Grondwet van de Verenigde Staten

## Opstelling
De preambule werd opgesteld door het Stijlcomité (Committee on Style) onder leiding van Gouverneur Morris gedurende de laatste dagen van de Constitutional Convention in Philadelphia. De tekst van de preambule was niet vooraf besproken op de Conventie.
Een eerste ontwerp van de preambule bevatte geen verwijzing naar de bevolking van de Verenigde Staten als geheel, maar naar de bevolkingen van de verschillende staten afzonderlijk, wat tot dan toe de norm was geweest. Eerdere documenten, waaronder de Artikelen van Confederatie uit 1777, het Alliantieverdrag met Frankrijk uit 1778 en de Vrede van Parijs uit 1783 werd het woord people (bevolking) niet gebruikt en werden de woorden United States (Verenigde Staten) onmiddellijk gevolgd door een opsomming van de dertien oorspronkelijke staten in volgorde van noord naar zuid. Van dit principe werd noodgedwongen afgestapt, daar de Grondwet bepaalde dat, nadat deze door minstens negen democratisch verkozen statelijke conventies zou worden goedgekeurd, deze in die betrokken negen staten in werking zou treden, ongeacht of en wanneer de Grondwet in de resterende vier staten zou worden geratificeerd.

## Betekenis
De preambule is een loutere inleiding op de Grondwet en kent geen bevoegdheden toe aan de federale overheid als die bevoegdheid niet elders in de Grondwet staat omschreven. Evenmin legt ze beperkingen op aan het optreden van de federale overheid. Hierdoor wordt deze in de rechtspraak niet vaak aangehaald als juridische grondslag en a fortiori niet als een beslissende factor in de beslechting van rechtsgeschillen.
Een voorbeeld om te illustreren dat de Amerikaanse rechtspraak de preambule niet als een bevoegdheidsverdelende regel beschouwt, is de zaak United States v. Kinnebrew Motor Co., waarin in 1934 een uitspraak werd gedaan door een federale rechter uit de staat Oklahoma. In deze zaak werden een autofabrikant en een garagehouder aangeklaagd voor een strafrechtelijke overtreding van de National Industrial Recovery Act, een wet die het Congres had aangenomen in 1933 als maatregel tegen de Grote Depressie. Deze wet droeg aan de president van de Verenigde Staten de bevoegdheid op om de prijs van wagens vast te leggen. De garagehouder, die was gevestigd in Oklahoma City, had een wagen verkocht onder de prijs die het presidentieel besluit voorschreef. Inhoudelijk kwam de rechtsvraag naar voren of de aangelegenheid van het opleggen van prijzen voor de verkoop van wagens al dan niet onder de interstatelijke handel viel, daar de Commerce Clause van de Grondwet (artikel I, sectie 8, clausule 3) bepaalt dat het (federale) Congres enkel bevoegd is om wetten uit te vaardigen aangaande "Commerce with foreign Nations, and among the several States, and with the Indian Tribes". De autofabrikant en de garagehouder argumenteerden dat deze aangelegenheid niet onder de Commerce Clause viel, dat de wet van 1933 daarom op dit punt ongrondwettig was, en dat zij dus niet konden worden veroordeeld. De overheid daarentegen beargumenteerde enerzijds dat de aangelegenheid wel onder de Commerce Clause viel, en voerde anderzijds aan dat het zinsdeel uit de preambule "promote the general Welfare" (het algemeen welzijn te bevorderen) diende te worden begrepen als zou het het Congres de bevoegdheid verlenen om omtrent deze aangelegenheid wetgevend op te treden, in het bijzonder in het licht van de nationale noodsituatie van de Grote Depressie. De rechtbank volgde deze laatste argumentatie niet en stelde dat het criterium van de interstatelijke handel de enige relevante rechtsgrond was die diende te worden onderzocht.
Dit betekent evenwel niet dat de preambule geen enkele juridische relevantie zou hebben. In de zaak Ellis v. City of Grand Rapids uit 1966 bijvoorbeeld hanteerde een federale rechtbank uit de staat Michigan de preambule als juridische grondslag om een onteigeningsgeschil te beslechten. De stad Grand Rapids wilde onroerende goederen onteigenen die het als 'verwoest' beschouwde, om deze goederen vervolgens over te dragen aan eigenaars die het op ogenschijnlijk gunstige manieren zouden ontwikkelen, in casu het katholieke ziekenhuis St. Mary's Hospital. De eiser beschouwden deze gang van zaken als een schending van het Vijfde amendement van de Grondwet van de Verenigde Staten, daar volgens dit amendement de overheid enkel onteigeningen mag verrichten indien de onteigende goederen voor publiek gebruik zouden dienen. In de beoordeling of de onteigening in kwestie voor openbaar gebruik zou dienen, leidde de rechtbank uit de verwijzing in de preambule "promote the general Welfare" (het algemeen welzijn te bevorderen) af dat de uitbreiding van het ziekenhuis een openbare dienst uitmaakt, en dat dit in overeenstemming is met het doel van de Grondwet van de Verenigde Staten om het algemeen welzijn te bevorderen.
Dit voorbeeld toont aan dat de preambule nuttig is om de geest van de Grondwet te achterhalen, of om met andere woorden de bedoeling te achterhalen die de zogenaamde Founding Fathers voor ogen hadden toen ze de Grondwet opstelden. Deze interpretatietechniek staat tegenover de strekking die de nadruk legt op de letter van de Grondwet.
Hoewel de Grondwet een revolutionaire grondwet is, handhaaft ze verscheidene concepten uit de common law, die van (koloniale) Britse oorsprong is, zoals het habeas corpus-principe, de juryrechtspraak en het principe van de onschendbaarheid van het staatshoofd. De Amerikaanse rechtspraak hecht een uitzonderlijk belang aan de visie van de Founding Fathers op het Amerikaanse rechtssysteem zoals zij dat in de Grondwet uitwerkten, en meer ik het bijzonder op de interactie tussen enerzijds aspecten van het Britse juridische systeem die ze hebben afgeschaft en anderzijs aspecten die ze hebben behouden, en dit vanwege de democratische legitimiteit die "the People" (de bevolking) hen gegeven heeft bij het opstellen van de Grondwet. In die zin oordeelde het Hooggerechtshof van de Verenigde Staten in de zaak United States v. Wood uit 1936: "Whether a clause in the Constitution is to be restricted by a rule of the common law as it existed when the Constitution was adopted depends upon the terms or nature of the particular clause."

## Interpretatie

### Nationale soevereiniteit
De verwijzing in de preambule naar de United States of America (Verenigde Staten van Amerika) wordt door de jaren heen geïnterpreteerd om de soevereiniteit te verklaren van de Amerikaanse federale overheid, die door de Grondwet werd opgericht. Hoewel elke Amerikaanse staat oorspronkelijk als aparte soevereine staat werd beschouwd, oordeelde het Hooggerechtshof reeds in 1889 in de zaak Chae Chan Ping v. United States dat de Verenigde Staten van Amerika uit slechts één soevereine natie bestaat als het aankomt op buitenlandse zaken en internationale betrekkingen. De afzonderlijke staten mogen hierdoor geen buitenlandse betrekkingen onderhouden. Hoewel de Grondwet slechts enkele gebruikelijke bevoegdheden van soevereine staten expliciet opdraagt aan de federale overheid, zoals de bevoegdheid om oorlog te voeren en verdragen te sluiten, behoren alle soevereine bevoegdheden inherent toe aan de federale overheid, daar ze de enige vertegenwoordiger is van het land binnen de internationale gemeenschap.
Op binnenlands vlak betekent de soevereiniteit van de federale overheid dat deze handelingen kan verrichten die typerend zijn voor overheidsentiteiten, maar die niet uitdrukkelijk zijn voorzien in de Grondwet of in gewone wetgeving, zoals het aangaan van contracten of het uitgeven van obligaties.
Het Hooggerechtshof oordeelde in de zaken United States v. Tingey uit 1831 en United States v. Bradley uit 1836 dat de soevereiniteit van de federale overheid met zich meebrengt dat de federale overheid contracten kan aangaan en obligaties  kan uitgeven, zij het binnen de grondwettelijke en wettelijke grenzen van haar bevoegdheid, hoewel dit niet uitdrukkelijk is voorzien in de Grondwet of in gewone wetgeving. Als gevolg van de soevereiniteit van de federale overheid brengt bovendien met zich mee dat de federale overheid de bevoegdheid heeft haar eigen bevoegdheden af te dwingen. Zo kent de Postal Clause (Artikel 1, sectie 8, clausule 7 van de Grondwet) de federale overheid de bevoegdheid toe om postkantoren en postwegen op te richten: "The Congress shall have Power [...] to establish Post Offices and Post Roads". Het Hooggerechtshof oordeelde dat hieruit tevens de bevoegdheid volgt om straffen uit te vaardigen op schendingen van de postwetgeving.
Vanwege de soevereiniteit van de federale overheid mogen statelijke overheden zich niet mengen in het federale beleid. Bijvoorbeeld mogen Staten zich op grond van de Property Clause (Artikel 4, sectie 3, clausule 2 van de Grondwet) niet inlaten in de nagenoeg volledige beoordelingsvrijheid die de federale overheid heeft in de verkoop van zijn eigen onroerend patrimonium, ongeacht in welke staat dit verkochte goed is gelegen.
De federale overheid oefent haar soevereiniteit niet uit als een eenheid, maar via de drie machten van de overheid, met name de wetgevende macht, de uitvoerende macht en de rechtelijke macht, die elk hun eigen grondwettelijk voorgeschreven bevoegdheden en beperkingen hebben. De scheiding der machten functioneert bovendien als een beperking voor elke van de drie machten op de uitoefening van de soevereiniteit van de federale overheid.

### We the People

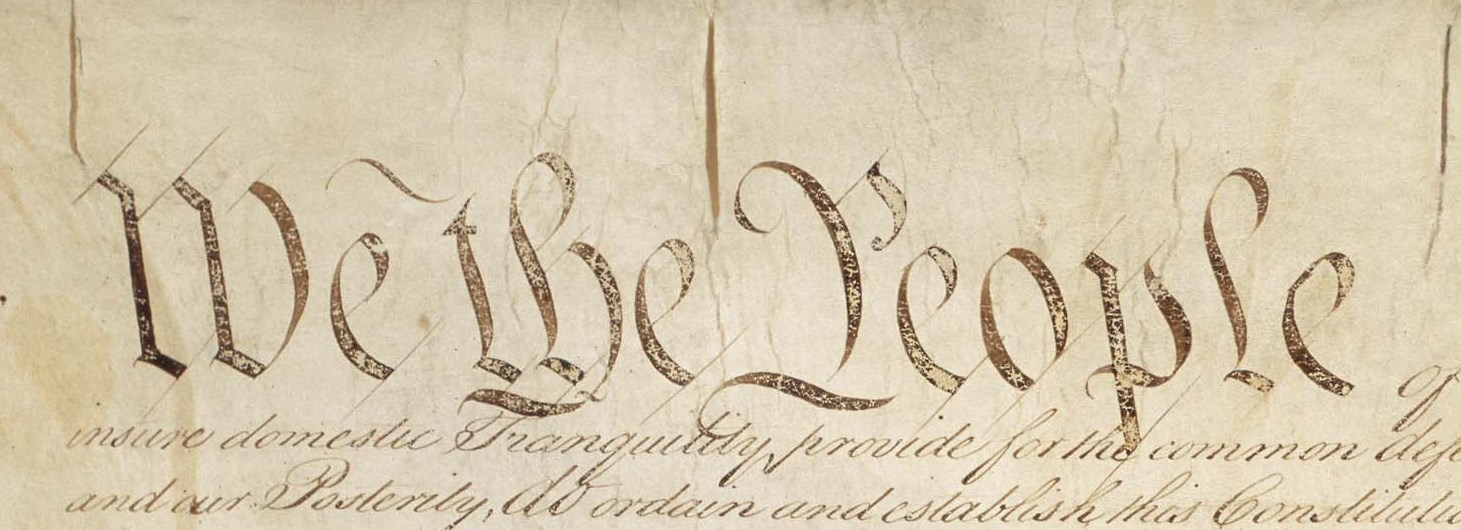
We the People, de eerste woorden van de preambule van de Grondwet van de Verenigde Staten.

De zinsnede We the People of the United States (Wij, de bevolking van de Verenigde Staten) werd lange tijd opgevat als een verwijzing naar "onderdanen en staatsburgers". Uit deze opvatting volgde dat politieke gemeenschap die zichzelf in eerste woorden van de preambule van de Grondwet benoemd (We the People) enkel Amerikaanse onderdanen en staatsburgers omvatte, wat betekende dat vreemdelingen waren uitgesloten. Zo oordeelde het Hooggerechtshof in 1857 in de zaak Dred Scott v. Sandford dat de Grondwet geen Amerikaans staatsburgerschap toekende aan mensen met een zwarte huidskleur, of ze nu vrij waren of slaaf, waardoor de rechten vervat in de Grondwet niet op zwarten van toepassing waren. Dit discriminatoir uitgangspunt werd verlaten bij de invoering van het Veertiende amendement van de Grondwet van de Verenigde Staten in 1868. Het amendement bepaalt dat "All persons born or naturalized in the United States, and subject to the jurisdiction thereof, are citizens of the United States and of the State wherein they reside. No State shall make or enforce any law which shall abridge the privileges or immunities of citizens of the United States; nor shall any State deprive any person of life, liberty, or property, without due process of law; nor deny to any person within its jurisdiction the equal protection of the laws."  Door dit amendement konden voortaan ook slaven, door hun geboorte, het Amerikaanse staatsburgerschap verwerven en werd de rechtspraak uit de zaak Dred Scott v. Sandford overroepen.
Dezelfde zinsnede wordt bovendien aangehaald om aan te geven dat de Grondwet steunt op volkssoevereiniteit, terwijl de Dertien koloniën van voor de onafhankelijkheid steunden op de soevereiniteit van de koningen van Groot-Brittannië, en dat de Grondwet de bevolking rechtstreeks beschermt als zijnde één gemeenschap en niet louter uitgaat van de staten als politieke entiteiten.

### Toepassingsgebied van de Grondwet
Uit de preambule leidde het Hooggerechtshof in 1891 af dat deze enkel geldt in de Verenigde Staten van Amerika: "By the constitution a government is ordained and established 'for the United States of America,' and not for countries outside of their limits. The guaranties it affords [...], apply only to citizens and others within the United States, or who are brought there for trial for alleged offenses committed elsewhere, and not to residents or temporary sojourners abroad." Dit principe werd doorgetrokken in de zaak Casement v. Squier. Tijdens de Tweede Wereldoorlog werd een Amerikaanse militair wegens moord veroordeeld door de United States Court for China, een Amerikaanse extraterritoriale rechtbank op Chinees grondgebied die zetelde in Shanghai. Nadat hij in de staat Washington werd opgesloten in de gevangenis, stelde hij een habeas corpus-klacht in, daar hij van oordeel was dat men hem zijn grondwettelijk recht om door een jury te worden berecht had ontzegd. De strafzaak werd immers niet door een jury berecht. De rechtspraak gaf hem evenwel ongelijk: het recht om te worden berecht door een jury gold volgens het Hooggerechtshof immers niet in Amerikaanse rechtbanken die zetelen in een ander land dan de Verenigde Staten.
Aangezien de preambule stelt dat de Grondwet is opgemaakt door de bevolking van de Verenigde Staten, kunnen er evenwel toch plaatsen zijn binnen de jurisdictie van de Verenigde Staten die geen deel uitmaken van de Unie. Dit blijkt uit volgende voorbeelden:
- In de zaak Municipality of Ponce v. Roman Catholic Apostolic Church[17] uit 1908 bepaalde het Hooggerechtshof dat in geval van gebiedsafstanden aan de Verenigde Staten, de wetgeving in dat gebied die niet in overeenstemming is met de Grondwet, buiten werking worden gesteld. Wetgeving die wel conform de wetgeving is, blijft wel van kracht.
- In de zaak Geofroy v. Riggs[18] uit 1890 stelde het Hooggerechtshof dat de Consular Convention van 23 februari 1853 (een verdrag tussen de Verenigde Staten en Frankrijk) van toepassing is in de "Staten van de Unie", maar ook in Washington D.C., ook al is het geen staat.
- In de zaak DeLima v. Bidwell[19] uit 1901 oordeelde het Hooggerechtshof dat de douanediensten geen invoerrechten meer kon innen op invoer uit Puerto Rico nadat dit gebied door de Vrede van Parijs van 1898 na de Spaans-Amerikaanse Oorlog door Spanje aan de Verenigde Staten was overgedragen. Hoewel Puerto Rico na de overdracht geen staat werd (en bovendien tot op heden niet is), viel het gebied onder de jurisdictie van de Verenigde Staten en werden de goederen dus niet ingevoerd vanuit het buitenland.
- In de zaak Downes v. Bidwell,[20] eveneens uit 1901, besloot het Hof echter tot de grondwettelijkheid van een federale wet die de handel vanuit Puerto Rico naar havens in de Verenigde Staten op een andere wijze belastte dan de overige handel, ondanks de grondwettelijke regel in de Taxing and Spending Clause (Artikel 1, sectie 8, clausule 1 van de Grondwet) die voorschrijft dat "all Duties, Imposts and Excises shall be uniform throughout the United States".[vertaling 6] Hoewel Puerto Rico niet kan worden beschouwd als buitenland, zo stelde het Hof, maakte het gebied evenmin deel uit van de "Verenigde Staten", en de Grondwet in het algemeen en de Taxing and Spending Clause in het bijzonder niet van toepassing op Puerto Rico.
- In de zaak Ochoa v. Hernandez y Morales[21] uit 1913 oordeelde het Hooggerechtshof dat de regel uit het Vijfde amendement van de Grondwet van de Verenigde Staten dat niemand van zijn vrijheid kan worden beroofd zonder een eerlijk proces ook geldt in Puerto Rico, hoewel dit gebied geen staat was en dus geen "deel" uitmaakte van de Verenigde Staten.

### A more perfect Union
De zinsnede A more perfect Union (een meer perfecte Unie) duidt op de overgang van de Artikelen van Confederatie naar de Grondwet van de Verenigde Staten. De hedendaagse opvatting over de 'perfecte' Unie is een volledige, voltooide Unie. Doorheen de geschiedenis van de Verenigde Staten zijn er evenwel verschillende interpretaties gegeven aan aan het concept van de meer perfecte Unie. Toen bijvoorbeeld kort na de Amerikaanse Burgeroorlog het Veertiende amendement van de Grondwet van de Verenigde Staten werd geratificeerd, beschouwde het Supreme Court in de zaak See Lane Cnty. v. Oregon in 1869 dat de Unie meer perfect was gemaakt na de oprichting van de federale overheid, die in de plaats trad van het losse confederale samenwerkingsverband dat tot dan toe had bestaan. De federale overheid werd bovendien opgevat als een overheid over de verschillende staten en de bevolking en niet langer als een loutere overeenkomst tussen de verschillende staten.
Het concept van de meer perfecte unie werd later ook geïnterpreteerd als grondslag van de Supremacy Clause. De verwijzing naar de meer perfecte unie in de Grondwet brengt bovendien met zich mee dat staten geen afbreuk kunnen doen aan federale wetgeving en dat de ontbinding en de afscheuring van de Unie volgens de Grondwet niet mogelijk zijn.